# 칼리토 (영화)
《칼리토》(영어: Carlito's Way)는 1993년 개봉한 미국의 범죄 영화이다. 브라이언 드 팔마가 감독을, 데이비드 켑이 각본을 맡았다. 판사 에드윈 토레스의 동명 소설과 소설 After Hours 가 영화의 원작이다.

## 출연

### 주연
- 알 파치노
- 숀 펜
- 페네로프 앤 밀러

### 조연
- 루이스 구즈만
- 제임스 레브혼
- 비고 모텐슨

## 기타
- 원작자: 에드윈 토레스
- 미술: 리처드 실버트
- 의상: 오드 브론슨 하워드
- 배역: 보니 티머먼

## 한국판 성우진 (MBC, 1999년 6월 19일)
- 박일 - 칼리토 (알 파치노)
- 안지환 - 데이빗 (숀 펜)
- 윤소라 - 게일 (페네로프 앤 밀러)
- 최원형 - 베니 (존 레귀자모)
- 황원
- 한규희
- 김기현
- 한상혁
- 박영화
- 손원일
- 조예신
- 박조호
- 이철용
- 김용준
- 박선영
- 송준석
- 이상범